# سوهو (لندن)

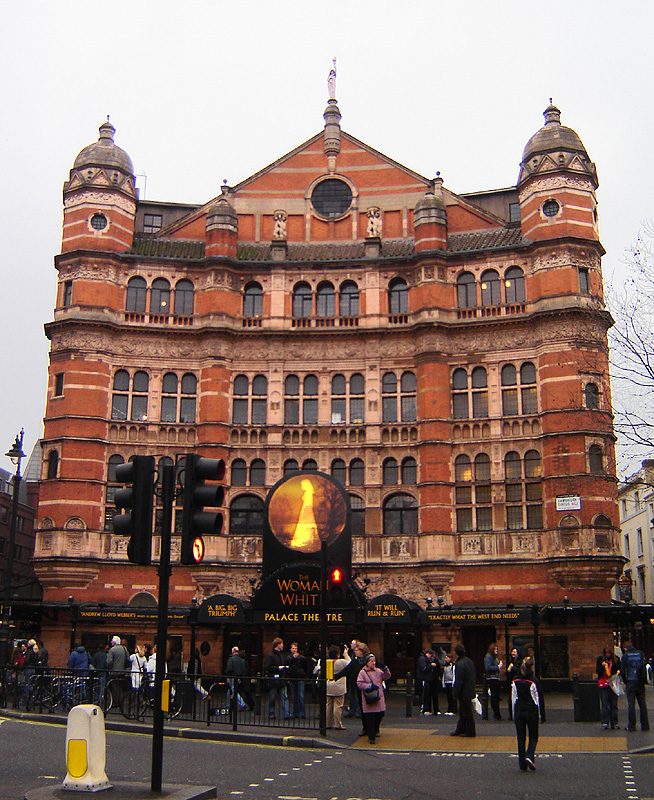
تئاتر کاخ یا پالاس تیاتر(Palace Theatre)، یکی از مکان‌های سرگرمی در سوهو

سوهو (به انگلیسی: Soho) ناحیه‌ای در شهر وست‌مینستر و بخشی از شهر لندن است.
این ناحیه مدت‌ها به عنوان منطقهٔ تفریحی پا بر جا بود، بیشتر قرن بیستم سوهو بخاطر سکس شاپ‌ها و همچنین شب زنده‌داری و صنعت فیلمش شهرت داشت. از اوایل دهه‌ ۱۹۸۰، محله دستخوش تحولات قابل توجهی شد. اکنون عمدتاً سوهو منطقه‌ای شیک شامل رستوران‌های لوکس و دفاتر رسانه‌ای، و تنها چند مکان کوچک باقی‌مانده از صنعت سکس.
Soho در قلب West End لندن واقع شده‌است. این منطقه تقریباً یک مایل مربع (۲٫۶ کیلومتر مربع) را پوشش می‌دهد، بنابراین آسان است به کاوش در پا. Soho توسط خیابان آکسفورد، خیابان ریجنت ، میدان لستر و جاده چارینگ صورتی مرزی است.